# Daewon Song
 (octobre 2023).
 (octobre 2023).
- Si vous ne connaissez pas le sujet, laissez ce bandeau (vous pouvez alors contacter les auteurs).
- Si vous supprimez le contenu mis en cause (vous pouvez préalablement contacter les auteurs),

argumentez précisément cette suppression dans la page de discussion
(un manque de référence n'est pas un argument ; une recherche réelle de référence doit avoir été effectuée, être formellement documentée).
Daewon Song (né le 19 février 1975 à Séoul) est un skateur professionnel américain d'origine sud-coréenne.

## Biographie
Ses parents quittent la Corée du Sud pour s'installer, alors qu'il est âgé de 11 ans, aux États-Unis, où il découvre le skateboard. Il débute sur sa première planche, achetée par sa mère chez Gemco et entre dans sa première équipe de skate : "Freeride Crew".
Très vite, Daewon acquiert un niveau élevé dans cette discipline et devient professionnel (pro-rider) à seulement 18 ans. Il rencontre alors pour la première fois Rodney Mullen, qui deviendra l'un de ses meilleurs amis ... Il fit sa première grosse chute, en voulant tenter une figure acrobatique (trick) au-dessus d'une bouche d'incendie, sans gravité heureusement. 
En 1998, il lance une marque de vêtements, qui deviendra plus tard Matix.
Daewon vit aujourd'hui à Rowland Heights, en Californie, et reste toujours très présent sur la scène du skateboard mondial.
Il apparaît dans de nombreuses vidéos comme Cheese and cracker, Almost round 1,2,3...

## Autres infos
Ses spots préférés sont le bowl de Chino Park et le park San Pedro. Le skateur qu'il respecte le plus est sans équivoque Rodney Mullen, son meilleur ami, car "c'est une légende qui repousse toujours les limites du réalisable" ! Il aime rider avec Jon Fitesemanu et il admire également le style de Chris Haslam et de Jon Cardiel, rapide et nerveux ! Ado, son idole était Christian Hosoi ! Sa vidéo de skate favorite est Hokus Pokus (H-Street, 1989, avec Danny Way...).

## Style
À l'aise en flat comme sur un rail ou une barre, Daewon Song est un rideur polyvalent qui est même allé défier sur son propre terrain Rodney Mullen, comme le montre sa vidéo : "Rodney Mullen Vs Daewon Song".
Célèbre pour ses nombreux tricks, il est à l'aise en l'air comme au sol ainsi qu'en équilibre. Autant dire qu'il fait partie du cercle restreint des skateurs respectés partout où ils vont.
Il maîtrise comme personne le manual et est capable des figures les plus délirantes.

## Sponsors et set-up
- Almost skateboards : nombreux Promodels en 7,5" ("Les planches Resin 9 ont un pop fabuleux et elles durent un peu plus longtemps.")
- Tensor trucks ("Les Tensor permettent de bien contrôler les planches Almost.")
- Spitfire Wheels : Promodel S3 core en 50 & 52 mm ("Les roues Spitfire sont des roues rapides et solides. Ride the fire!")
- Matix Clothing
- Adidas Skateboarding
- Andale Bearings
- FlamingFactory.com

Anciens sponsors : World Industries ; Darkstar Wheels ; Grind King Trucks.
Les phrases en italiques sont tirées d'une interview de Daewon lui-même.[réf. nécessaire]